# 玉来ダム
玉来ダム（たまらいダム）は、大分県竹田市の一級河川大野川水系玉来川の治水ダムである。

## 沿革
大野川水系の玉来川や稲葉川は、1982年（昭和57年）の昭和57年7月豪雨（竹田水害）や1990年（平成2年）7月の梅雨前線による豪雨（豊肥水害）等で氾濫を繰り返し、流域にあたる竹田市はたびたび水害に見舞われた。そこで、1990年（平成2年）の豊肥水害を契機として、1991年（平成3年）に竹田水害緊急治水ダム建設事業が採択され、治水を目的として玉来川の本ダム及び稲葉川の稲葉ダムの建設が行われることになった。
しかし、稲葉ダムが2003年（平成15年）に着工し2010年（平成22年）に竣工したのに対して、玉来ダムの建設は遅々として進まなかった。ダムの位置及び形式が決定したのは2009年（平成21年）8月で、2010年度（平成22年度）から詳細設計や用地測量等の本体工事の準備作業を開始する予定であったが、民主党への政権交代後の2010年（平成22年）9月にダム事業の検証に係る検討の対象となり、準備作業の開始が遅れることになった。
その後、大分県が設けた検討の場での検証作業の結果、玉来ダムの建設は妥当であるとの結論に至り、2011年（平成23年）2月の大分県事業評価監視委員会でも事業継続は妥当であるとの判断がなされた。大分県は同年3月にこれらの結果を国に報告し、同年10月27日に国土交通省によって継続の方針が決定された。
2012年（平成24年）7月の九州北部豪雨では、稲葉ダムが完成していた稲葉川流域では浸水被害がなかったのと対照的に、玉来川流域は玉来川が氾濫して甚大な被害を受けた。この状況について、当時自由民主党の総裁であった谷垣禎一は、事業仕分けでダムの建設が延期されていた箇所が氾濫していると主張し、同市を地盤とする衆議院議員衛藤征士郎は、現地では玉来ダムができていれば洪水は起きなかったとの声が多いと指摘した。これに対し、民主党の参議院議員大河原雅子は同年7月30日の参議院決算委員会で、完成予定は当初から2017年であり自公政権が続いていたとしてもダムは完成していなかったと指摘している。

## 構造
治水専用の流水型ダムであり、常用洪水吐きが現在の河床の位置に設けられて、平常時は貯水しない（利水容量を持たない）。洪水時には、流入する水の一部は放流するが、残りを貯水することにより流量を低減し、洪水の調節を行う。本ダムでは、戦後最大の被害を受けた1990年（平成2年）7月の豪雨（豊肥水害）と同程度の規模の洪水を防御することができる。